# 阮氏蘭 (阮顯宗)
阮敬妃（越南语：／；？—1714年），名阮氏蘭（越南语：／），越南鄭阮紛爭時期阮主阮福淍的妃子。
阮氏蘭是參政阮有祫之女，显宗初年以令家子身份入宮，晉封爲第三右宮嬪，後有晉爲正內府，十分受阮福淍寵愛，相傳生下十一個兒子，但到阮朝初年只剩一系，余皆無考。黎永盛十年（1714年）秋，阮敬妃薨，贈為慈德敬妃尊序夫人（越南语：／）。

## 逸事
阮敬妃亡故一年之後，阮福淍作四首悼亡詩懷念她。国人爭相傳誦，以爲盛事。由此可見阮福淍對其之寵愛。
- 第一首：

|        | 問天何事折吾妃，花謝三宮月厭輝。 不特女中亡壺範，還知期內失容儀。 時當七夕銀河暗，愁寄千年薤露晞。 謾道笑人兒婦態，古今誰更此情違。 |
| ——其一 | |

- 第二首：

|        | 去年織女入窗明，卻被重雲就地生。 製錦未完絲在軸，穿針纔罷線飄楹。 空懷五夜瓊樓笛，豈望雙吹玉殿笙。 一片迷離疑此際，鴛鴦繡枕夢難成。 |
| ——其二 | |

- 第三首：

|        | 內助曾經憶旖旎，惟予同汝兩難期。 非因慕色濳揮淚，只爲尊賢重賦詩。 越海雖寬難載恨，寢陵宜近易觀碑。 長堤且莫栽楊柳，好待清明縱目時。 |
| ——其三 | |

- 第四首：

|        | 汝壽雖微福自長，人傳福澤阮宮香。 拋斯金玉盈雙篋，畱此兒孫滿一堂。 對景幾回含別淚，憐才一世動衷膓。 今憑妙法空王力，薦拔幽魂達上方。 |
| ——其四 | |